# (678) Fredegundis
(678) Fredegundis es un asteroide perteneciente al cinturón de asteroides descubierto el 22 de enero de 1909 por Karl Wilhelm Lorenz desde el observatorio de Heidelberg-Königstuhl, Alemania.
Está nombrado por Frédégonde, una ópera del compositor francés Ernest Guiraud (1837-1892).